# 斯蒂爾鎮區 (阿肯色州拉法葉縣)
斯蒂爾鎮區（英語：Steel Township）是位於美國阿肯色州拉法葉縣的一個行政鎮區。

## 地方資料
斯蒂爾鎮區的面積為195.97平方千米，當中陸地面積為189.61平方千米，而水域面積為6.36平方千米。根據2010年美國人口普查的數據，當地共有人口1475人，而人口密度為每平方千米7.53人。